# حركة 8 شباط 1963

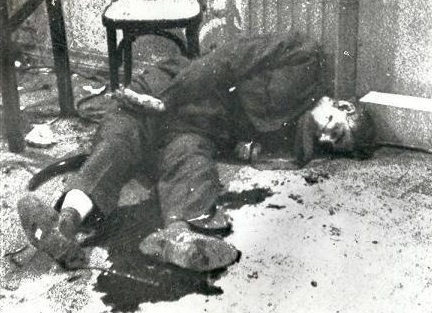
تم إعدام عبد الكريم قاسم على يد البعثيين، وتم بث جثته الملطخة بالدماء على التلفزيون العراقي.

حركة 8 شباط 1963 أو انقلاب 8 شباط هي حركة مسلحة أو انْقِلَابٌ عَسْكِرِي فِي العِرَاقِ، أَدَّى إِلَى الإِطَاحَةِ بنظام حكم رئيس الوزراء «عَبْد الكَرِيمِ قَاسِمٌ» وَتَوَلَّي «عَبْد السَلَامِ عَارِف» رِئَاسَةَ الجُمْهُورِيَّةِ بَعْدَ الانقِلاب. فهي حركة كما يسميها الباحثون المحايدون وثورة كما أسماها قادتها ومؤيدوها، وانقلاب كما أسماها معارضوها. وأدى هذا الانقلاب كذلك إلى مقتل رئيس الوزراء عبد الكريم قاسم بعد محاكمة صورية أجريت له في دار الإذاعة مع عدد من الضباط هم : كنعان وطه والمهداوي.

## خلفية تاريخية
بعد فترة زمنية قليلة من نجاح تنظيم الضباط الوطنيين «أو الأحرار» في العراق في الإطاحة بنظام الحكم الملكي وتحويل نظام الحكم في العراق إلى نظام جمهوري في عام 1958، بدأت بوادر الخلافات بين الأحزاب والقوى السياسية والضباط الوطنيين أو «الأحرار»، حيث كانت القوى القومية بزعامة العقيد عبد السلام عارف وحزب البعث تنادي بالوحدة الفورية مع الجمهورية العربية المتحدة. في المقابل، وفي محاولة لخلق حالة من التوازن السياسي، حاول الحزب الشيوعي العراقي الذي كان معارضًا لفكرة الوحدة إلى طرح فكرة التعاون مع الجمهورية العربية المتحدة في المجالات الاقتصادية والثقافية والعلمية بدلا من الوحدة السياسية والعسكرية الشاملة.
تدريجيا ساءت علاقات عبد الكريم قاسم مع بعض زملائه من أعضاء تنظيم الضباط الوطنيين أو الأحرار ثم تعكرت علاقته مع التيارات الوحدوية والقومية التي لعبت دورا فاعلا في دعم حركة سنة 1958. أما التيارات المتصارعة في الحزب الشيوعي العراقي فكانت طامحة للتحالف مع العميد عبد الكريم قاسم والتي كانت تمتد علاقتها معه منذ أمد بعيد حيث اعتقد قاسم أن بعض حلفائه الشيوعيين أصبحوا قاب قوسين أو أدنى من الوثوب إلى الحكم، وخاصة بعد تزايد نفوذ الحزب الشيوعي بعد ذلك الشعار التي كان يردده الكثير من الشيوعيين ومؤيدي الحكومة في إحدى المسيرات: «عاش زعيمي عبد الكريم، حزب الشيوعي بالحكم مطلب عظيمي» وجعلته يصمم منذ ذلك اليوم على تحجيم التيار الشيوعي المتحفز لقلب نظام الحكم وتقليم أظافره فقام بسحب السلاح من ميليشيا الحزب واعتقال معظم قادتها إلا أنه أبقى على التيار الموالي له وكان من قياداته العميد الطيار جلال الدين الأوقاتي قائد القوة الجوية والمقدم فاضل عباس المهداوي ابن خالة قاسم. وتوالت التغييرات السياسية في العراق في تلك المرحلة الحرجة بسرعة بالغة وانتهى حكم عبد الكريم قاسم في 8 شباط/فبراير من سنة 1963 بإعدامه من خلال محاكمة صورية عاجلة في دار الإذاعة في بغداد، ثم عرضوا جثتهِ على شاشة التلفاز العراقي في نفس اليوم.

## الدوافع المسببة لانطلاق الحركة
بغية وضع الحقائق على وفق تفسير المصطلحات أكاديميا ومعجمياً، هنالك تعريفان ومفهومان للثورة، التعريف التقليدي القديم الذي وضع مع انطلاق الشرارة الأولى للثورة الفرنسية، وهو قيام الشعب بقيادة نخب وطلائع من مثقفيه لتغيير نظام الحكم بالقوة. وقد طور الماركسيون هذا المفهوم بتعريفهم للنخب والطلائع المثقفة بطبقة قيادات العمال الذين أسموهم البروليتاريا. أما التعريف أو الفهم المعاصر والأكثر حداثةً فهو التغيير الذي يحدثه الشعب من خلال أدواته «كالقوات المسلحة» أو من خلال شخصيات تاريخية لتحقيق طموحاته لتغيير نظام الحكم العاجز عن تلبية هذه الطموحات ولتنفيذ برنامج من المنجزات الثورية غير الاعتيادية. والمفهوم الدارج أو الشعبي للثورة فهو الانتفاض ضد الحكم الظالم. أما الانقلاب العسكري فهو تحرك أحد العسكريين للاستيلاء على السلطة لتحقيق طموحات وأطماع ذاتية بغية الاستفادة المادية من كرسي الحكم.
تداخلت مجموعة من العوامل الداخلية والإقليمية وهيأت الظروف المناسبة للإطاحة برئيس الوزراء العميد عبد الكريم قاسم وأركان حكمه، فيرى بعض المؤرخين أن من أسبابها ما وصفوه بتخبط وفردية عبد الكريم قاسم والأخطاء التي ارتكبها بإعدام القادة والوطنيين وأعمال العنف التي قامت بها المليشيات الشيوعية المتحالفة مع قاسم والخلاف مع المشير عبد السلام عارف الذي كان قيد الإقامة الجبرية، علاوةً على تصريحات قاسم المتكررة عن دعمه للمقدم السوري عبد الكريم النحلاوي وللعقيد موفق عصاصة، بغية القيام بانقلاب لغرض انفصال الشطر السوري الذي كان متوحداً مع مصر في إطار الجمهورية العربية المتحدة. كما أن لعبة السياسة الدولية ومصالحها كان لها دور في تشجيع أو تأييد الخصوم أو جني ثمار نزاعات الأطراف المتصارعة، حيث رأت الدول الكبرى وإسرائيل أن تصرفات عبد الكريم قاسم لا تخدم إستراتيجياتها في المنطقة التي كانت تحاول إحكام الطوق على الاتحاد السوفيتي ومنظومة حلف وارسو بعدد من الدول المؤيدة لسياساتها، فكان عبد الكريم قاسم يطمح للتقرب من الاتحاد السوفيتي وحلف وارسو حبا بالتجربة الاشتراكية وعقد معاهدة دفاع إستراتيجي مشترك معه فكان ذلك وفقا للإستراتيجية الأميركية والعالم الغربي سبباً لتقرب الاتحاد السوفيتي اصطلح عليه «بالتقرب من المياه الدافئة» أي مياه الخليج العربي الغني بالثروة والتقرب من الشرق الأوسط المثقل بالمشاكل والصراعات التي خلفتها دول الاستعمار القديم، فرنسا وبريطانيا، وما تسببت به من كارثتين في المنطقة أولهما شطر الولايات العثمانية العربية إلى دول مستقلة على وفق معاهدة سايكس - بيكو، والإسهام بتأسيس دولة «إسرائيل في فلسطين» - وبين السيطرة الأميركية المتنامية في الوطن العربي بعد الحرب العالمية الثانية وتحديدا بعد حرب السويس أو العدوان الثلاثي على مصر، ناهيك عن الصراع بين الحكام الموالين لهاتين الكتلتين والحكام الثوريين الجدد الذين يطمحون للتحرر والثورة وإعادة توحيد أوصال الوطن العربي.

## صراع الايديولوجيات
بدأ الصراع بين قاسم وفرقاءه من أعضاء تنظيم الضباط الوطنيين أو «الأحرار» والشخصيات السياسية الفاعلة في الساحة السياسية من مختلف التيارات بسبب بعض الإجراءات التي اتخذها عبد الكريم قاسم منها تفرده في السلطة وفرضه لهيمنة العسكر والحزب الشيوعي على الوزارة والسياسة العراقية، حيث منح صلاحيات واسعة للتيارات اليسارية من الشيوعيين المعارضين لتطبيق الأحكام الإسلامية في القانون العراقي والذين كانوا وراء إصدار قانون الأحوال الشخصية الذي شجبته المراجع الدينية، وكذلك ابتعاد قاسم عن ما اتفق علية فيما سمي بالميثاق الوطني لتنظيم الضباط الوطنيين «أو الأحرار» لانضمام العراق للاتحاد العربي المسمى «الجمهورية العربية المتحدة»، وبدلا عن ذلك دخل قاسم في عداء مع أغلب الدول العربية خصوصا المحيطة بالعراق وتوج اجرائاته بإلغاء عضوية العراق من الجامعة العربية. وكذلك الاضطرابات التي حدثت ابان حكم قاسم بسبب حملات إعدام بعض قادة تنظيم الضباط الوطنيين والأحداث المؤسفة التي قامت بها المليشيات الشيوعية في الموصل وكركوك ( مجزرة الموصل ومجزرة كركوك )، علاوةً على انتفاضة الأكراد في سبتمبر / أيلول من عام 1961 وضربهم بقسوة، مما أدى إلى إضعاف أكثر للهيمنة المزركزية لقاسم على حكم العراق. كما كانت لطلب قاسم في ضم الكويت للعراق سنة 1961 أثره في زعزعة السياسة الخارجية وإظهاره بمظهر المتخبط.
تكون تنظيم الضباط الوطنيين من خلايا وتجمعات مستقلة توحدت عام 1957 وتأسست أول خلية عام 1949 بعد حرب فلسطين، أسسها العقيد رفعت الحاج سري، وكان قاسم ينتمي إلى خلية في معسكر المنصورية في ديالى جلها من الضباط ذوي الأصول الفلاحية أو الفقيرة ومن المنتمين للتيارات الشيوعية في زمن كانت الطبقة والبيوت العائلية والقبلية تلعب دورا وتظهر هيمنة في المجتمع. فتاثر قاسم بالتجربة الاشتراكية والشيوعية التي لا تعير اهتماما للتطلعات الدينية ولا القومية. وفي الطرف الآخر كان أغلب تنظيم الضباط الوطنيين ينتمون إلى حركات التحرر التي تنادي بالوحدة العربية. لاسيما بعد تأجيج المشاعر القومية على أعقاب ثورتي رشيد عالي الكيلاني ضد الإنكليز عام 1941 وثورة يوليو / تموز في مصر وما تبعها من إجراءات رأت فيها الجماهير ضرب للمصالح الاستعمارية كتاميم قناة السويس وقيام الاتحاد العربي المسمى بالجمهورية العربية المتحدة.
تحول صراع الأيديولوجيات بشكل تدريجي إلى صراع مسلح بين الفرقاء، وبدأت سلسلة من المحاولات من الجانبين لفرض المواقف فبعد أن أحس بعض رفاق سلاح عبد الكريم قاسم في تنظيم الضباط الوطنيين ومعهم شخصيات من التيار القومي وحزب البعث بان عبد الكريم قاسم يمارس معهم عملية اقصاء وما اسموه بعدم تنفيذه لما اتفق عليه قبل حركة 14 يوليو/ تموز وانفراده بالحكم، شجع ذلك عضو التنظيم العقيد عبد الوهاب الشواف بالقيام محاولة انقلاب عسكرية عرفت باسم حركة العقيد عبد الوهاب الشواف في الموصل في 8 مارس/ أيار من سنة 1959، أو ثورة الشواف، والتي أخمدها العميد عبد الكريم قاسم بقسوة حيث قتل وأعدم منفذيها. وتلا ذلك استهداف قاسم من قبل حزب البعث في 7 أكتوبر/ تشرين الأول من سنة 1959 حيث تعرض عبد الكريم قاسم إلى محاولة اغتيال سببت له إصابات بليغة في كتفه، وبعد سلسلة من الاعتقالات والمداهمات أطلق قاسم شعاره: «عفا الله عما سلف».
وفي تاريخ تلك المرحلة وقعت ثلاثة أحداث مثيرة للجدل، وهي ما أشيع من قبل حكومة عبد الكريم قاسم عن اكتشاف محاولات قلب نظام الحكم والتي لم يتأكد من صحتها بالوثائق أثناء المحاكمات التي عُقدت بشأنها ولا بعد ذلك إضافة إلى تقديم المشتكين لوثائق أخرى تثبت برائتهم مما أثار سخط الرأي العام في حينه حول ما أسموه الدواعي وراء تلفيق التهم لقادة حركة 14 يوليو/ تموز أو الرموز الوطنية الأخرى.
فالحدث الأول الذي أثار جدلاً كبيرا امام الراي العام هو ما أشاعته الحكومة بأن عبد السلام عارف حاول اغتيال عبد الكريم قاسم والتي حدثت أثناء اجتماع اعتيادي ضم قاسم وعارف وبعض المسؤولين فحين همّ عارف بالجلوس أخذ يعدل ملابسه ونطاقه العسكري المتضمن مسدسه. وفي تلك الفترة كان قاسم ممتعضا من عارف بسبب ازدياد شعبيته لدوره الرئيس في حركة 14 تموز من جهه وزياراته للمحافظات وإلقاءه للخطب الارتجالية عن دوره في الثورة وضرورة قيام الوحدة للحفاظ على الثورة من التهديدات البريطانية والإسرائيلية. والتي أثارت امتعاض رئيس الوزراء عبد الكريم قاسم، لا سيما بعد زيارة عارف لسوريا والتي كانت متوحدة مع مصر في الجمهورية العربية المتحدة، حيث بدأت شعبيته محليا وعربيا تزداد بشكل ملحوظ، من هنا ازدادت مخاوف قاسم الذي اعتقد أو استغل تلك الفرصة للتخلص من عارف وإبعاده عن الوزارة ومركز القرار. حيث نفى عارف التهمة المنسوبة إليه واستشهد بشهود من الحاضرين في الاجتماع، حيث اكتفى قاسم باعتقاله على عجل ثم أصدر أوامره بتعيينه سفيرا في ألمانيا كونه درس وعاش في ذلك البلد قرابة ست سنوات. وبعد عودة عارف من ألمانيا على أثر البرقية التي أرسلتها له عائلته لضرورة مجيئه لمرض والده العضال والذي توفي على اثره، استثمر قاسم هذه الحادثة وقام باعتقال عبد السلام عارف وتقديمه أمام المحكمة العسكرية العليا الخاصة على الرغم من تقديمه للبرقية وشهادة الشهود من عائلته والتقارير الطبية التي قدمتها عقيلته وأخوه عبد السميع للمحكمة، إلا أن الأخيرة قضت بإعدامه، وظل معتقلا في السجن العسكري رقم واحد بانتظار يوم إعدامه لمدة سنتين. وبعد حادثة فشل الوحدة بين مصر وسوريا والتي صرح قاسم بأنه دعم قادة الانفصال فيها، العميد عبد الكريم النحلاوي والعقيد موفق عصاصة، «لتحرير سوريا من الهيمنة المصرية». فوجد رئيس الوزراء عبد الكريم قاسم بأن الخطر قد زال فأصدر عام 1961 أمراً دون الرجوع للمحكمة بتحويل حكم إعدام عارف إلى المؤبد بصيغة الإقامة الجبرية، حيث بقي عبد السلام عارف معتقلا في منزله حتى قيام حركة 8 فبراير/ شباط من عام 1963م، ولم يخلي سبيله رغم مطالبة زملاءه وعائلته ورفاق السلاح.

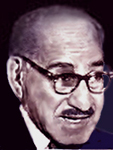
رشيد عالي الكيلاني باشا قائد ثورة 1941 ضد الإنكليز.

أما الحدث الثاني فهو زج اسم العميد الركن ناظم الطبقجلي مع المتهمين بحركة الشواف، إلا أن المحكمة لم تستطع إثبات التهمة المنسوبة إليه بالوثائق. فلم يكن عبد السلام عارف هو الوحيد الذي يخشى منه عبد الكريم قاسم، بل كان يخشى من أغلب أعضاء تنظيم الضباط الوطنيين حيث احتج كل من العميد ناظم الطبقجلي والعقيد عبد الوهاب الشواف والعقيد رفعت الحاج سري على إبعادهم من الواجهة السياسية والوزارة أو من عدم تشكيل المجلس الوطني لقيادة الثورة وتعليق انتخاب رئيس للجمهورية، حيث وزعهم على المعسكرات في المحافظات البعيدة عن بغداد. وبعد اعتقال الطبقجلي وتصريحه امام شاشات التلفزيون بانه يتحدى الحكومة بان تثبت التهمة عليه وإنه قد تم تعذيبه واهانته، تم إعدامه مما أدى إلى سخط الراي العام.
والحدث الثالث الذي شغل الرأي العام فهو ما أشاعته الحكومة بان وراء عودة الشخصية الوطنية العراقية رشيد عالي الكيلاني باشا رئيس الوزراء الأسبق وقائد ثورة مايو/ أيار عام 1941 هو التخطيط لمحاولة انقلابية في عام 1959 وقد نفى الكيلاني التهم بسخرية. تم تقديم الكيلاني إلى المحكمة العليا الخاصة والتي حكمت عليه بالإعدام بالرغم من نفيه لهذه المزاعم مطالبا بتقديم وثائق تثبت هذه التهمة مما أدى إلى عدم تنفيذ الحكم ثم أطلق سراحه فيما بعد ونفي إلى لبنان حيث لاقته المنية عام 1965 في بيروت.
أدى سخط الشارع لما اعتبره الرأي العام محاولة قاسم وحكومته وحلفائه من الشيوعيين إلى ابعاد جميع الشخصيات الفاعلة والمؤثرة في الشارع عن الواجهة السياسية بتلفيق التهم لها أو ابعادها عن المسرح السياسي بنقلها إلى وحدات عسكرية بعيدة عن بغداد كما حدث لقادة تنظيم الضباط الوطنيين، وما عزز هذا الاعتقاد حول الشكوك بصحة هذه التهم هو اعتقاد بعض الباحثين والمؤرخين حول كونهما قصتين ملفقتين لغرض التصفية السياسية حيث لم يتم العثور على أي وثيقة تثبت تورط عارف والكيلاني والطبقجلي بأي محاولة انقلابية لا في حينها ولا بعد نشر الوثائق ومحاضر جلسات مجالس الوزراء بعد احتلال بغداد عام 2003.

## الدوافع المسببة للحركة برأي قادتها
أجمل قادة حركة 18 فبراير لعام 1963 من خصوم ومعأرضي قاسم عددا من العوامل التي دفعتهم للقيام بالحركة، منها أن حركة أو انقلاب 14 تموز 1958 هي عمل جماعي منظم جائت وليدة حتمية للظروف الموضوعية التي كان يمر بها العراق والمنطقة، فقام بها تنظيم الضباط الوطنيين الأحرار أو جزء كبير من قياداته وقواعده ولم يقم بها العميد عبد الكريم قاسم بمفرده بل إن دوره فيها كان ضمن صفحة التخطيط والإشراف ولم يسهم في صفحة العمليات التنفيذية المباشرة. إن جميع ما أصدرته الثورة عند انطلاقتها الأولى من قرارات وطنية وتشريعات ومنجزات جاءت «وليدة العمل الجماعي» المثمر لقادتها الوطنيين ولم تكن من إنجازات عبد الكريم قاسم وحده.

في ساحة الإعدام من اليمين إلى اليسار : النقيب هاشم الدبوني ، العقيد رفعت الحاج سري ، العقيد خليل سلمان ، العميد الركن ناظم الطبقجلي ، المقدم الركن عزيز احمد شهاب ، النقيب يحيى حسين الحماوي.

يرى قادة حركة 8 شباط 1963 أن عبد الكريم قاسم تحول من زعيم للثورة إلى «دكتاتور» تفرد بالسلطة، فاستحوذ على مركز صناعة القرار وبدأ بجمع الصلاحيات بيده مجرداً شيئاً فشيئاً الصلاحيات من زملاءه. فأصبح هو رئيس الوزراء ووزير الدفاع والقائد العام للقوات المسلحة. ولم يمنح مجلس السيادة الصلاحيات وأحاله إلى واجهة شكلية ليس بيدها لا سلطة تنفيذية ولا تشريعية، كما وقف حائلاً أمام انتخاب رئيس الجمهورية، وبقي المنصب معلقاً في عهده. كما عطل تأسيس المجلس الوطني لقيادة الثورة كما كان متفقاً عليه في تنظيم الضباط الوطنيين الأحرار وحل مجلسي النواب والأعيان للحكم الملكي، ولم يفسح المجال لانتخاب مجلس نواب جديد. وعند بدء الثورة حين كان العمل في القيادة جماعيا قبل تفرده بالسلطة سمحت وزارة الداخلية التي كان عبد السلام عارف وزيرا لها بتأسيس بعض الأحزاب مثل الحزب الإسلامي العراقي وحزب الدعوة الإسلامية، إلا أن عبد الكريم قاسم وبعد تفرده بالسلطة ألغى هذه الأحزاب ولم يفسح المجال لعمل أحزاب جديدة سوى الحزب الشيوعي العراقي الذي شاركه في السلطة.
يرى قادة الحركة أيضا ان عبد الكريم قاسم أصدر أحكام إعدام وسجن جائرة بغية تصفية قيادات حركة عام 1958 من زملاءه وأعضاء تنظيم الضباط الوطنيين وشملت التصفيات أي شخصية وطنية يعلو صوتها على صوت عبد الكريم قاسم، فلفق التهم لبعضهم وزجهم بالسجون وأعدم البعض الآخر مستغلا حركة عبد الوهاب الشواف الانقلابية كذريعة لهذه التصفيات، أما الذين قاموا فعليا بالحركة فقد تم قتلهم مباشرة بالقصف المباشر بالطائرات، والبعض الآخر أحيلوا إلى المحكمة الخاصة، «محكمة الشعب»، حيث تم زج الكثيرين ممن ليس لهم علاقة بحركة الشواف وتعذيبهم ثم إعدامهم. ومن أبرز المعدومين العميد الركن ناظم الطبقجلي والعقيد رفعت الحاج سري ومجموعة من رفاقهم، وإصدار أحكام الإعدام التي لم ينفذها بسبب الضغوطات الشعبية بحق كل من الشخصية الوطنية رشيد عالي الكيلاني باشا والعقيد الركن عبد السلام عارف، وكذلك رئيس الوزراء السابق أحمد مختار بابان.
كما وصفت قيادات الحركة «محكمة الشعب» المشهورة باسم «محكمة المهداوي» بكونها محكمة «هزيلة»، وكانت تلك المحكمة العسكرية الخاصة العليا تقوم بمحاكمة أركان النظام الملكي وأيضا جيء بالكثير ممن ليس لهم علاقة بمركز القرار وأعدم الكثيرين مجرد لأنهم كانوا مسؤولين في النظام الملكي. يرى المعارضون لطريقة سير تلك المحكمة أنها وبسبب رئيسها المقدم فاضل عباس المهداوي وادعائها العام العقيد ماجد محمد أمين كانت منبرا وواجهة إعلامية للحكومة واستخدمت فيها وسائل تعذيب وإهانة الموقوفين وكثيرًا ما كان رئيس وأعضاء المحكمة ينحدرون بالسباب والشتائم وتلفيق التهم بالشبهة وأثناء البث المباشر على شاشات التلفزيون.
من وجهة نظر التيار المساند للإطاحة بقاسم فإن عبد الكريم قاسم فسح المجال للحزب الشيوعي ومليشياته بالعبث بأمن الدولة والمواطنين وتمكينهم من المناصب الهامة في الوزارة والجيش ومستشاريه لأخر يوم في نظام حكمه مثل العميد الطيار جلال الدين الأوقاتي الذي قُتل صباح يوم الحركة وطه الشيخ مدير العمليات في وزارة الدفاع وفاضل المهداوي رئيس المحكمة الخاصة الذين أعدما معه. كما قامت المليشيات الشيوعية المسماة بالمقاومة الشعبية بارتكاب أعمال عنف مؤسفة كقتل وتعذيب معارضيهم بالشوارع وتعليق الكثيرين منهم على أعمدة الكهرباء، والقيام بمداهمة واحتلال المنازل والمؤسسات الحكومية والمعسكرات والعبث بها بمساعدة العامة من الدهماء كما حدث من مجازر وتجاوزات على حقوق الإنسان في الموصل وكركوك. كما لعبوا بسياسة الدولة الداخلية والخارجية ومنعوا أي تقارب مع الدول العربية أو تحقيق أي وحدة عربية والتي كانت حلم الجماهير التي تعتبرها ضرورة للوقوف بوجة القوى الكبرى للنيل من الثورة.
هناك قناعة راسخة من قبل المؤيدين للإطاحة بقاسم بأن سياسة العراق في عهده عزلت العراق عن محيطة الإقليمي العربي بسبب عدم إيمانه بالوحدة العربية ووقوفه ضد الوحدة مع الجمهورية العربية المتحدة بعد زيارة وفد من التنظيمات الشعبية للجمهورية العربية المتحدة برئاسة أعضاء من حزب البعث للتهنئة بالثورة ودعوة قيادة العراق للانضمام للوحدة، كما شكلت محاولته بضم الكويت عسكريا عام 1961 بعيدا عن التنسيق الوحدوي أثرا سلبيا على علاقاته العربية التي ازدادت سوءا بقطع العراق لعلاقاته الدبلوماسية مع العديد من الدول العربية مثل مصر وسوريا والكويت والسعودية والأردن، وانتهى به الأمر إلى إلغاء عضوية العراق من الجامعة العربية أواخر عام 1961.
بالإضافة إلى القوى القومية العربية وحزب البعث التي ناهظت سياسات عبد الكريم قاسم فقد واجه قاسم انتقادات من المراجع الدينية المحافظة التي لم تكن مع بعض القرارات التي كانت تُعتبر تغيرات جذرية سريعة نحو العلمانية في دولة لا تزال تتمسك بالعرف الديني والعشائري ومن أشهر هذه القرارات قانون الأحوال الشخصية التي ضمنت للمرأة حقوق واسعة بعيدة عن التشريع الإسلامي ومستوحاة من الفكر الماركسي وقانون الإصلاح الزراعي حيث انتزع الأراضي العقارية التي كانت للملاكين وشيوخ العشائر والاقطاعيين ووزعها على الفلاحين والمهاجرين من الشروقيين والتي أصدرت المراجع الدينية الشيعية، بضمنها الحوزة العلمية الشيعية، والمراجع السنية بيانات شجبها ومنافاتها للشريعة الإسلامية.
يُضاف إلى هذه الانتقادات استغلاله لمنصبه بتولية المناصب الهامة للأصدقاء والأقارب دون وازع من الكفاءة أو المهنية كما ميز بعض أفراد عائلته بمنح أشقائه وشقيقاته الدور السكنية الراقية مجانا مع كبار القادة العسكريين وجعل أخيه الكاسب المعدم المتنفذ الملقب «بالبرنس» حامد قاسم مشرفا على توزيع أراضي الإصلاح الزراعي على الفلاحين والتي جمع منها أموالا طائلة أصبح على إثرها من كبار الأثرياء، وابن خالته المقدم فاضل المهداوي الذي عينه بمنصب رئيس المحكمة العسكرية العليا الخاصة.
كذلك فهو لم يؤمم نفط العراق في ظروف مواتية بعد تعالي الصيحات المنادية بالتأميم وذلك بعد تأميم إيران «مصدق» للنفط ومصر «عبد الناصر» لقناة السويس. واكتفى كبديل بتبني اقتراح وزارة النفط بإصدار القانون رقم 80 الذي فسح المجال للعراق باستكشاف حقول نفطية جديدة. أما حقول العراق النفطية والتي لم يكن مكتشفا منها سوى عدد قليل، فبقيت بيد الشركات الاستثمارية الأجنبية التي كان لها نصيب الأسد من عوائد تصدير النفط بحسب الاتفاقيات الجائرة المبرمة في نهاية العهد العثماني وبداية تأسيس الدولة العراقية، حيث كانت تدفع تلك الشركات ما مقداره «شلن» فقط أي درهم عن كل برميل نفط. فالعراق كان فقيرا بسبب هيمنة شركات النفط من جهه وبسبب الاستثمار المحدود للحقول البسيطة يوم ذاك.
يُنتقد قاسم أيضاً بسبب ميوله الطائفية والعرقية بتفضيل طائفة على أخرى وقومية على أخرى، حيث استغل قانون الإصلاح الزراعي وانتزع الأراضي العقارية التي كانت للملاكين وشيوخ العشائر والاقطاعيين ووزعها على الفلاحين والمهاجرين الشروقيين وذلك لانتماء أسرته لهذه الفئة. كما دعم المهاجرين الذين كانوا يعملون عبيد لدى الإقطاع وساواهم بالفلاحين العرب العراقيين ووزع لهم الأراضي الزراعية والدور السكنية ليضمن دعمهم له. كما ألب العشائر العربية في الموصل وكركوك لاضطهاد الأكراد على إثر عدم اتفاقهم معه وأرسل القطع العسكرية للنيل منهم.

## الحركة من وجهة نظر عبد الكريم قاسم وحكومته
لم تتح الفرصة الكافية لحكومة رئيس الوزراء عبد الكريم قاسم للتعبير عن رأيها بالحركة لأن الأخيرة استغرقت يوما واحدا تقريبا أصدر أثنائها قاسم بيانا شجبها ودعا لمقاومتها من خلال خطاب مرتجل تم تسجيله تحت قصف الطائرات لمقره في وزارة الدفاع، حيث اعتبرها حركة طائشة ينفذها أذناب الاستعمار وبعض الخونة والمفسدين لتحطيم النظام الجمهوري، قائلا بأن الحركة سوف تفشل بسبب قوته لأنه وحكومته لا يُقهران، بما أنه يعمل في سبيل الشعب وفي سبيل الفقراء بصورة خاصة ودعا الجيش لتمزيق قادة الحركة قائلا:
«مزقوا الخونة، اقتلوهم، اسحقوهم، إنهم متآمرون على جمهوريتنا ليحطموا مكاسب ثورتنا، هذه الثورة التي حطمت الاستعمار، وانطلقت في طريق الحرية والنصر، وإنما النصر من عند الله، والله معنا، كونوا أشداء، اسحقوا الخونة والغادرين».

## نبذة عن الشخصيات والأحزاب التي قادت الحركة
| أسماء بارزة في حركة 8 شباط 1963 | أسماء بارزة في حركة 8 شباط 1963 | أسماء بارزة في حركة 8 شباط 1963 |
| الاسم                           | الصورة                          | نبذة |
| ------------------------------- | ------------------------------- | --- |
| عبد السلام عارف                 |                                 | تم ترشيحه لمنصب الرئاسة |
| أحمد حسن البكر                  |                                 | تم ترشيحه لشغل منصب رئاسة الوزراء. كان قد سبق وأيد حركة الشواف في الموصل وأجبر على التقاعد عام 1959. كان أحد القياديين البارزين في حزب البعث |
| علي صالح السعدي                 |                                 | كان يُمثل قيادة التيار المتشدد داخل حزب البعث. أحد أقطاب انشقاق الحزب الذي تسبب بإقصاء البعث في حركة 18 نوفمبر/ تشرين الثاني لسنة 1963. |
| عارف عبد الرزاق                 |                                 | ضابطاً طياراً أشرف على تنفيذ مهمة قصف وزارة الدفاع ضمن الصفحة العسكرية للحركة. سبق وأن شارك في حركة الشواف عام 1959. |
| حازم جواد                       |                                 | رُشح وزيرا للداخلية ووزيرا للدولة لشؤون رئاسة الجمهورية. يعتبره البعض القائد الفعلي والأساسي الذي وقف على رأس الأحداث. يمثل التيار المعتدل في حزب البعث والذي أسهم بالانشقاق المعروف في الحزب حيث نفى السعدي ومجموعته إلى إسبانيا.                                                |
| طاهر يحيى                       |                                 | رُشح لمنصب رئيس الوزراء خلفاً للبكر بعد حركة 1818 نوفمبر/ تشرين الثاني وأعيد ترشيحه لرئاسة الوزراء في عهد الرئيس عبد الرحمن عارف لأقل من سنة واحدة. |
| عبد الغني الراوي                |                                 | كان رئيس المحكمة العسكرية الصورية التي حاكمت الزعيم عبد الكريم قاسم ومعه الزعيم طه الشيخ احمد والعقيد فاضل المهداوي والملازم كنعان حداد وحكم عليهم بالإعدام رميا بالرصاص وجرى التنفيذ بأمر منه وبحضوره، لم يوافق عبد السلام عارف على المسلك الذي اتخذه في إعدام عبد الكريم قاسم. |
| منذر الونداوي                   |                                 | طيّار بعثي مشهور، اشترك في قصف وزارة الدفاع. |

كان قادة الحركة شخصيات قومية وبعض ضباط تنظيم الضباط الوطنيين الأحرار أغلبهم من المنتمين إلى حزب البعث، ومن الأسماء الأخرى القيادية للحركة: طالب شبيب، مسارع الراوي، حمدي عبد المجيد، عبد الستار عبد اللطيف، عبد الكريم مصطفى نصرت، صالح مهدي عماش، حردان عبد الغفار التكريتي، منذر الونداوي، عبد الهادي الراوي، رشيد مصلح.
ومن الأحزاب المشاركة في قيادة الحركة:
- حزب البعث العربي الاشتراكي:

وهو حزب تأسس في دمشق عام 1947 من قبل أشخاص سوريين عملوا في مجال الفكر والتدريس الجامعي بين عامي 1945 و1947 متأثرين بثورة أيار / مايو لعام 1941 التي قادها رئيس الوزراء العراقي الأسبق رشيد عالي الكيلاني باشا ضد الإنجليز والحكومة العراقية الموالية لهم كأول ثورة ذات شعارات عربية ووحدوية في الوطن العربي. ويعتمد الحزب في أيديولوجيته على شعار توحيد جميع الدول العربية في دولة واحدة تتبنى المنهج الاشتراكي. وقد عانى الحزب من ثلاث مشاكل هزت كيانه ومصداقيته، الأولى عدم وجود منهج وبرنامج عمل علمي واضح المعالم يمكن تنفيذ أفكاره على الأرض فبقي أسير أهدافه التي بقيت شعارات لم تجد من ينفذها على بساطتها ويسر تحقيقها. والثانية، تسلط أشخاص غير مؤمنين بفكر الحزب على قياداته التنظيمية والرسمية بعد توليه السلطة لأكثر من مرة وفي أكثر من دولة عربية. والثالثة، تبنيه أسلوب تنظيم الأحزاب الشيوعية، الأشبه بالتنظيمات الاستخبارية منها إلى التنظيمات السياسية، معتمدةً على أكبر قدر من الاستقطاب الحزبي للمنتمين للحزب، كما دون التفكير بنوع العناصر وتأثيرها الاجتماعي، مما شجع المغامرين والانتهازيين على تحقيق المطامح الشخصية وعلى إحداث انشقاقات مستمرة في الحزب منذ نشأته وإلى عام 2004 كآخر انشقاق حدث في فرع اليمن. ومن مؤسسي الحزب التاريخيين ميشيل عفلق أو أحمد عفلق وصلاح الدين البيطار وأكرم الحوراني. وشعار الحزب هو «وحدة حرية اشتراكية». أما في العراق فقد أسس فؤاد الركابي فرع العراق عام 1957 بعد أن كان خلايا نظمها كل من سعدون حمادي، الذي كان طالبا في الجامعة الأميركية في بيروت، وسليمان العيسى وزميله صدقي إسماعيل، الذين كانا يدرسان في دار المعلمين العالي «كلية التربية». ثم تبلورت ثلاثة تيارات متنافسة داخله التيار المتشدد بزعامة علي صالح السعدي والتيار المعتدل بزعامة حازم جواد وتيار أحمد حسن البكر الذي كان يمثل الجهة الناصحة والمهدئة بين التيارين السابقين.
- مجموعة التنظيمات القومية والناصرية:

وهي تنظيمات مصرية النشأة تأسست على اعقاب نجاح ثورة 23 يوليو / تموز عام 1952 بقيادة الرئيس جمال عبد الناصر ومجموعة الضباط المصريين الأحرار واستمدت فكرها من التجربة الناصرية كحركة ثورية قارعت المستعمر من جهة وحققت ميدانيا تجربة الوحدة على الرغم من إخفاقها بعد ثلاث سنوات. تطمح هذه التنظيمات لتوحيد الدول العربية في دولة واحدة بالاعتماد على التجربة الناصرية في الحكم. وأيضا عانت هذه الحركة من انتكاسات انعكست من بعض الانتكاسات التي واجهتها التجربة الناصرية ومن هذه التنظيمات التنظيم الناصري وحزب طلائع القوميين العرب والاتحاد الاشتراكي العربي. ومن قادتها ومفكريها: جمال عبد الناصر، علي صبري، المفكر محمد حسنين هيكل، وفي العراق باسل الكبيسي، والمفكر العراقي خير الدين حسيب، وعارف عبد الرزاق، وعبد الكريم الفرحان، وصبحي عبد الحميد، وغيرهم، وفي لبنان معن بشور. وشعار التنظيم الناصري، «اشتراكية حرية وحدة». ولهذه التنظيمات فرع في العراق تقودها شخصيات عراقية قد تحالفت مع العروبيين غير المنتمين لتنظيم من السياسيين والمهنيين والعسكريين، واتفقت هذه التنظيمات مع حزب البعث في العراق على القيام بالحركة.

## صباح يوم 14 رمضان
|  |
|  |
|  |

اختار قادة الحركة الساعة التاسعة من صباح يوم الجمعة 8 فبراير من سنة 1963 للانطلاق، لكون يوم الجمعة يوم عطلة، ويمكن تحرك القطع العسكرية بسهولة، وصادف ذلك اليوم 14 رمضان. توجهت إحدى القطع المهاجمة إلى دار الإذاعة حيث سلمت القوة الخاصة بحمايتها للمهاجمين فبدأت الإذاعة تبث أناشيد ثورية ووطنية وبعد كل تقدم يحرزه ضباط الحركة يصدر بيان عن قادتها وعن التقدم في نيل أهدافها كان نشيد «الله أكبر» له وقع على مسمع الجميع من كل التيارات لما له من ذكرى وتاريخ كما كان نشيد «جيش العروبة يا بطل» لأم كلثوم له الأثر البالغ على معنويات الجنود والجماهير المترقبة لتطور الأحداث. كما تم تكرار بث النشيد العراقي الشهير «لاحت رؤس الحرب تلمع بين الروابي» والذي ارتبط بثورة رشيد عالي الكيلاني في شهر مايو من سنة 1941 ضد الإنجليز والذي أوعز الملك غازي الأول بنظمه مع مجموعة من الأناشيد الوطنية أبان حركة الفتوة التي أسسها ضد الإنجليز.ثم اذيع البيان الأول للحركة من مرسلات البث الإذاعي في أبي غريب في الساعة التاسعة واثنين وعشرين دقيقة صباحاً، وفيما يلي النص الكامل للبيان:
| ” | بسم الله الرحمن الرحيم أيها الشعب العراقي الكريم لقد تم بعون الله القضاء على حكم عدو الشعب عبد الكريم قاسم وزمرته المستهترة التي سخرت موارد البلد لتطمين شهواتها وتأمين مصالحها فصادرت الحريات وداست الكرامات وخانت الامانة عطلت المواطنين واضطهدت المواطنين . أبناء الشعب الكرام قامت ثورة الرابع عشر من تموز لتحرير وطننا من الأوضاع الاستعمارية المتمثلة بالحكم الملكي وسيطرة الأقطاع وسياسية التبعية لتحقيق أوضاع ديمقراطية ينعم فيها الشعب بحياة كريمة ولكن عدو الله وعدوكم المجرم الخداع استغل منصبه واندفع بكل الوسائل الدنينة والأساليب الاجرامية لإقامة حكمه الاسود الذي افقر البلاد وصدع الوحدة الوطنية وعزل العراق عن ركب العروبة المتحررة وطعن أماني شعبنا القومية . أيها المواطنون إن حرصنا على سلامة وطننا ووحدة شعبنا ومستقبل اجيالنا وايماننا بأهداف ثورة تموز العظيمة قد حملنا مسؤولية القضاء على الطغمة الفاسدة التي تسلطت على ثورة الشعب والجيش فأوقفت مسيرتها وعطلت انطلاقتها وقد تم ذلك بمؤازرة كافة القوات المسلحة الوطنية وتأييد جماهير الشعب . أبناء الشعب الكرام : ان هذ الانتفاضة التي قام بها الجيش والشعب من اجل مواصلة المسيرة المسيرة الظافرة لثورة تموز المجيدة لابد لعا من انجاز هدفين ة الأول تحقيق وحدة الشعب الوطنية والثاني تحقيق المشاركة الجماهيرية في توجيه الحكم وادارته. ولابد لانجاز هذين الهدفين الانيين من اطلاق الحريات تعزيز مبدأ سيادة القانون . إن قيادة الثورة المتمثلة بالمجلس الوطني لقيادة الثورة أذ تؤمن بهذا وتعمل على تحقيقه، تؤمن كذلك بما يزخر به هذا الشعب من روح وطنية وثابة وما يتجلى به من عزم ثوري وما يتصف به من وعي عميق. لذا فنحن نأمل أن يترفع المواطنون في هذا اليوم المبارك عن الضغائن والاحقاد وان يعملوا جميعاً على ترسيخ وحدتهم الوطنية وتقوية التفافهم حول أهداف ثورة تموز المجيدة وان لا يدعو منفذاً لعميل أو مفسدا ومأجور يسعى فيه بالتفرقة. أيها المواطنون إن المجلس الوطني لقيادة الثورة يعمل على إقامة حكومة وطنية من المخلصين من أبناء الشعب ومن المخلصين من أبناء هذا الوطن وستكون سياسة حكومة الثورة وفقاً لأهداف ثورة تموز المجيدة. لذا فإن الحكومة ستعمل على اطلاق الحريات الديمقراطية وتعزيز مبدأ سيادة القانون وتحقيق وحدة الشعب الوطنية بما يتطلب لها من تعزيز الاخوة العربية الكردية، بما يضمن مصالحها القومية ويقوى نضالهما المشترك ضد الاستعمار واحترام حقوق الاقليات وتمكينها من المساهمة في الحياة الوطنية . كما إنها تتمسك بمبدأ الأمم المتحدة والالتزام بالعهود والمواثيق الدولية والمساهمة في تدعيم السلام العالمي ومكافحة الاستعمار بانتهاج سياسة عدم الانحياز والالتزام بمقررات مؤتمر باندونغ وتشجيع الحركات الوطنية المعادية للاستعمار وتأييدها . كما أن قيادة الثورة تعاهد الشعب على العمل نحو استكمال الوحدة العربية وتحقيق وحدة الكفاح العربي ضد الاستعمار والأوضاع الاستعمارية في الوطن العربي والعمل على استرجاع فلسطين المحتلة وستحافظ على المكتسبات التقدمية للجماهير وفي مقدمتها قانون الاصلاح الزراعي وتطويره لمصلحة الشعب واقامة اقتصاد وطني يهدف إلى تصنيع البلد وزيادة امكانياته المادية والثقافة كما سيؤمن تدفق البترول إلى الخارج. أيها الشعب الكريم اننا نعاهد الله ونعاهدكم أن نكون مخلصين لجمهوريتنا امينين على مبادئنا مضحين في سبيلها. وكلنا امل وثقة بأن أبناء شعبنا الكرام سيكونون وحدة متراصة للمحافظة على هذه المبادئ والسير قدما في طريق التقدم والرقي والله ولي التوفيق. كتب ببغداد بتاريخ ١٤ رمضان ١٣٨٢ هجرية الموافق ٨ شباط 1963 ميلادية. المجلس الوطني لقيادة الثورة | “ |

 في حين أغارت طائرات الميغ 17 والهوكر هنتر من السربين السادس والسابع في قاعدة تموز الجوية في الحبانية بقيادة كل من الطيارين المقدم الطيار منذر الونداوي والرائد الطيار محمد جسام الجبوري والعقيد الطيار حردان عبد الغفار التكريتي من القاعدة الحرية الجوية في كركوك وباشراف العميد عارف عبد الرزاق وآخرون محدثة أضرارا كبيرة في مبنى وزارة الدفاع، حاصرت الدبابات وقوات المشاة مبنى الوزارة في حين طوقت وحدات من المشاة مع عدد غفير من المتطوعين من الجماهير مبنى السراي الحكومي، فهرب الكثير من وزراء ومناصري عبد الكريم قاسم وتواروا عن الأنظار، ولم تتحرك الفرق والوحدات العسكرية في أرجاء العراق لمناصرة نظام الحكم، سوى مقاومة قليل من الحامية العسكرية الخاصة بوزارة الدفاع ولم يبقى مع قاسم سوى بعض من كان في وزارة الدفاع، وهم كل من: العقيد فاضل عباس المهداوي ابن خالة قاسم ورئيس المحكمة الخاصة، والعميد طه الشيخ أحمد، مدير الحركات العسكرية، وقاسم الجنابي سكرتير عبد الكريم قاسم، والملازم كنعان حداد مرافق قاسم الشخصي.
ومن المقاومين خارج وزارة الدفاع: العميد جلال جعفر الأوقاتي قائد القوة الجوية وهو أحد قياديي الحزب الشيوعي العراقي ومسؤول كبير في مليشيا المقاومة الشعبية. والذي قُتل بعد مداهمة مكتبه بعد إصدار بيانات لأفراد القوة الجوية ذات صبغة البيانات الحزبية الشيوعية أكثر منها بيانات عسكرية.
في الوقت الذي كان فيه القصف يجري على وزارة الدفاع، سجل عبد الكريم قاسم على شريط تحت أصوات الانفجارات والقصف خطاب موجه إلى الشعب والقوات المسلحة وأرسله إلى دار الإذاعة مع الرائد سعيد الدوري، حيث سلم الشريط إلى قادة الحركة، كما أن دار الإذاعة كانت قد احتلت من قبل قادة الأخيرة، ولذلك لم يتسنَ إذاعة الخطاب، وفيما يلي بعض من مقاطعه:
| ” | بيان من الزعيم عبد الكريم قاسم، إلى أبناء الشعب الكرام، وإلى أبناء الجيش المظفر إن أذناب الاستعمار وبعض الخونة والغادرين والمفسدين، الذين يحركهم الاستعمار لتحطيم جمهوريتنا، الذين يحاربوننا بحركات طائشة للنيل من جمهوريتنا، وتحطيم كيانها. إن الجمهورية العراقية الخالدة، وليدة ثورة 14 تموز الخالدة لا تقهر، و انها تسحق الاستعمار وتسحق كل عميلاً خائن انما نحن نعمل في سبيل الشعب وفي سبيل الفقراء بصورة خاصة وتقوية كيان البلاد فنحن لا نقهر وإن الله معنا، أبناء الجيش المظفر والوحدات، والقطعات، والكتائب والأفراد، أيها الجنود الغيارى، مزقوا الخونة، اقتلوهم، اسحقوهم، إنهم يتآمرون على جمهوريتنا ليحطموا مكاسب ثورتنا، هذه الثورة التي حطمت الاستعمار، وانطلقت في طريق الحرية والنصر، وإنما النصر من عند الله، وإن الله معنا، كونوا أشداء، اسحقوا الخونة والغادرين، أبناء الشعب في كل مكان اسحقوا الخونة والظالمين هاجموهم في كل منعطف وفي كل زاوية، انهم خونة انهم اذناب الاستعمار والله ينصرنا على الباطلين والله ينصرنا على الاستعمار وعلى أذنابه وأعوانه. | “ |

ثم يتوقف التسجيل بسبب دوي القصف، ويعاود عبد الكريم قاسم مرة أخرى:
| ” | السلام عليكم أبناء الشعب، أيها الضباط، أيها الجنود، أيها الضباط الصف الأشاوس، أيها العمال الغيارى، إن الاستعمار يحاول أن يسخر نفراً من أذنابه للقضاء على جمهوريتنا، لكنه بتصميمنا، وتصميم الشعب المظفر، فأننا نحن جنود وشعب 14 تموز الخالد الذي وجه الضربات الخاطفة إلى العهد المباد رغم...(كلمات غير مفهومة بسبب القصف)...، رغم الاستعمار، وحرر أمتنا، واسترد كرامتها، فان هذا اليوم المجيد...(كلمات غير مفهومة بسبب القصف)...، لسحق الخونه والغادرين...(كلمات غير مفهومة). | “ |

## المحكمة الخاصة
|  |

غادر عبد الكريم قاسم إلى مبنى الوزارة إلى قاعة الشعب القريبة من مبنى الوزارة، تحت جنح الظلام، وكان بصحبته كل من فاضل عباس المهداوي رئيس المحكمة العسكرية العليا الخاصة، والعميد الركن طه الشيخ أحمد، مدير الحركات العسكرية، وقاسم الجنابي السكرتير الصحفي الخاص، والملازم كنعان حداد، مرافقه. ومن هناك اتصل عبد الكريم قاسم هاتفياً بدار الإذاعة، وتحدث مع عبد السلام عارف طالباً منهُ التفاوض للمشاركة في السلطة أو السماح لهُ بمغادرة العراق، وفي المحكمة الصورية كرر طلبهُ وحدد أن يكون سفيراً في تركيا، لكن عبد السلام عارف طلب منهُ الاستسلام وإنه لا علاقة له مباشرة بالحركة وأنه سيكلم قادتها بمطاليبه. عند الساعة الواحدة والنصف من ظهر 9 شباط 1963  سلم عبد الكريم قاسم نفسه حيث اقتيد ورفاقه إلى أستوديو التلفزيون وبعد اتمام المحاكمة التي لم يعلم بتشكيلها عبد السلام عارف إلا بعد انعقادها حيث نقل إلى مقر الإذاعة والتلفزيون فالتحق عارف بقيادة البعث هناك محاولا التوسط لعدم إعدام قاسم. كما تشير الوثائق المحايدة بأن عارف طلب من قيادة البعث مقابلة قاسم وتم له ذلك حيث دخل عارف في نقاش وعتب مع قاسم. اقتيد عبد الكريم قاسم ورفاقه إلى أستوديو الموسيقى في دار الإذاعة والتلفزيون حيث تم إصدار بيان عاجل بتشكيل محكمة خاصة برئاسة عبد الغني الراوي . وبعد مداولة صدر حكم الإعدام بحقهم، وقد رفضوا عصب أعينهم حيث تم تنفيذ الحكم من قبل عبد الغني الراوي ومنعم حميد وبعد جدل من قبل قادة الحركة حول عرض صورة رئيس الوزراء من خلال شاشة التلفزيون أتفقوا على عرضها بغية قطع الشك باليقين حول مصيره ومصير أركان حكمه أمام الجماهير المترقبة للتطور المتسارع للأحداث.
وتشير جميع الوثائق من محاضر جلسات ولقاءات صحفية ومقابلات مسؤولين محايدين بأن حادث إعدام رئيس الوزراء الأسبق عبد الكريم قاسم أبان حركة 8 شباط 1963 كانت بقرار من قيادة التيار المتشدد داخل حزب البعث الذي تزعمه علي صالح السعدي الذي كان لهُ الدور الفاعل في تغيير نظام الحكم وذلك من خلال المحكمة العاجلة التي تشكلت بعد يوم من الحركة في قاعة الشعب المجاورة لوزارة الدفاع حيث مقر عمل قاسم.
استمرت الإذاعة ببث بيانات التأييد من رؤساء العشائر وعلماء الدين شيعة وسنة ومسيحيين وقادة الفرق البعيدة عن الأحداث والشخصيات السياسية والعامة المعروفة في البلد. والتي كانت تليها أناشيد وطنية عراقية وعربية. حيث أذاع التلفزيون إهداء أم كلثوم لأنشودة «ثوار لآخر مدى» إلى عبد السلام عارف والتي أنشدتها لقادة الحركة كما سبق وأنشدت أنشودة «بغداد يا قلعة الأسود» لقادة حركة عام 1958، حيث كانت مصر لا تعرف سوى عارف من قادة الحركة الجدد.
وفي مساء يوم 9 شباط/ 1963 عرض التلفزيون العراقي فيلماً تم تصويره من قبل مراسل إحدى وكالات الأنباء الأجنبية عن أحداث ما سمي «بقطار السلام» حيث عرض الفيلم وقائع مؤلمة لكيفية ما سُمي استباحة الموصل وكركوك من قبل مؤيدي الحكومة حيث اقتحموا المنازل وعبثوا بالمحرمات بضمنها حملات الإعدام العشوائي واغتصاب النساء في الشوارع. وتعليقهم بشكل منافي للأخلاق على أعمدة الكهرباء، وسحل الآخرين أحياء بالسيارات العسكرية. كما عرض الفلم بعض أعضاء مليشيا المقاومة الشعبية وهم يحطمون المؤسسات العامة وينقلون مناضد المكاتب الحكومية إلى جادة الشوارع ويضعون عليها علم الاتحاد السوفيتي من جهة وصورة رئيس الوزراء عبد الكريم قاسم من جهة أخرى مع كتابة بالأصباغ «المحكمة الشعبية» حيث جيء بالمئات الذين أصدرت هذه «المحاكم» أحكاما فورية بالإعدام بحقهم لمجرد انتمائهم العشائري أو الحزبي أو بسبب معارضتهم للذين قاموا باعتقالهم.
وبوفاة الفريق عبد الكريم قاسم وأفراد نظامه، تكون قد انطوت صفحة ذاقت خلالها شريحة من المواطنين حلاوة الثورة ومنجزاتها، في حين رأت شريحة أخرى بأنها ذاقت ويلات حكم وقف الزمن مندهشا أمام قراراته وسلوكياته.

## نجاح الحركة وتشكيل المجلس الوطني لقيادة الثورة والوزارة الجديدة
تم تشكيل «المجلس الوطني لقيادة الثورة» من أعضاء تنظيم الضباط الوطنيين الأحرار لحركة 14 تموز 1958 لعام 1958 مع الضباط المساهمين بحركة 8 شباط/فبراير لعام 1963، وغلب على قيادة المجلس أعضاء حزب البعث كما اسندت الوزارات لإثني عشرة وزيراً بعثياً وباقي الوزارات تولتها شخصيات مستقلة أو من تيارات أخرى.
بقيت الصلاحية التنفيذية بيد رئيس الوزراء والتي كانت بيد عبد الكريم قاسم ومن قبله بيد رؤساء وزارات الحكم الملكي. حيث تم إسناد المنصب للواء أحمد حسن البكر، أحد أبرز قياديي البعث الذي كان يتزعم أحد التيارات المعتدلة فيه. وأسند منصب رئاسة الجمهورية للمشير عبد السلام عارف الذي كان يتمتع بشعبية كبيرة، حيث اختير لكسب ود الجماهير للحركة. لم يتمتع عبد السلام عارف بأي صلاحية لا من قريب ولا من بعيد سوى صلاحية عضو المجلس الوطني لقيادة الثورة، أسوة مع بقية رفاقه من أعضاء تنظيم الضباط الوطنيين والوزراء.

## حركة 18 تشرين الثاني/ نوفمبر 1963
بعد تسعة أشهر من الحكم وبسبب عدم خبرة البعثيين من سياسيين وعسكريين في شؤون الحكم ولصغر سن أغلبهم بدأت بوادر الاختلاف على الزعامة تلوح في الأفق، الأمر الذي تطور إلى انقسام بين التيارات، سُمي بالانشقاق، فهنالك التيار المتشدد والمتسلط على زمام الأمور بزعامة علي صالح السعدي يساعده الطيار منذر الونداوي، وهنالك تيار يميل نحو المرونة والحلول السياسية بزعامة حازم جواد وهو المخطط والمفكر للحركة ويساعده عبد الكريم الشيخلي الذي أصبح بعد حركة عام 1968 وزيرا للخارجية. أما تيار أحمد حسن البكر فكان يمثل التيار المعتدل والذي يحاول عدم إظهار نفسه بمظهر التيار المتكتل بقدر ما يظهر نفسه على أنه جهة استشارية ناصحة.
سيطرت قيادة الحرس القومي بزعامة الطيار منذر الونداوي على مقاليد الأمور بعد احتلال بعض المراكز والمؤسسات في محاولة من تيار علي صالح السعدي لإحداث انقلاب على تيار حازم جواد وبقية أعضاء تنظيم الضباط الوطنيين لحركة عام 1958 والأخرى ن الذين أسهموا بحركة 8 شباط سنة 1963، كما رافق ذلك أعمال عنف مارستها مليشيا الحرس القومي بالانتقام من الشيوعيين من أعضاء مليشيا المقاومة الشعبية والتنكيل بهم. تحرك حازم جواد على عجل مع أعضاء تنظيمه الذي طوق مقر السعدي أثناء اجتماع ضم قيادة تنظيمه وتم اعتقالهم جميعا وتسفيرهم إلى إسبانيا.
كان رئيس الجمهورية عبد السلام عارف يراقب باستياء الوضع مع زملاءه من قيادة الجيش وأعضاء المجلس الوطني لقيادة الثورة فاتفق معهم على خطة تنفذها آمرية موقع بغداد العسكري للسيطرة على النظام حيث اتفق مع أعضاء المجلس الوطني لقيادة الثورة والقيادة العامة وموقع بغداد بالتحرك لتنفيذ خطته بإقصاء حزب البعث بتياريه المتصارعين. ففي 18 تشرين الثاني/نوفمبر صدرت الاوامر العسكرية بتحرك الجيش للسيطرة على بغداد. وتم اعتقال المتسببين بالفوضى وأعمال العنف وقيادات ما تبقى من تيارات الحزب، واصدر عبد السلام عارف مرسوما باعفاء أحمد حسن البكر من منصبه وحدده بالإقامة الجبرية ثم أصدر مرسوماً بتعيينه سفيراً في وزارة الخارجية. وأصدر بعد فترة من الزمن مرسوماً بتعيينه نائبا لرئيس الجمهورية. كما أعفى الكثير من أعضاء حزب البعث الذين تم اعتقالهم والتحقيق معهم، عدا من ارتكب جرائم جنائية، وأحالهم للمحاكم المدنية.

## وصلات خارجية
- جريدة الصباح - في الذكرى 42 لانقلاب 8 فبراير 1963.
- عبد جاسم الساعدي - العنف وانقلاب 8 شباط 1963 في الذاكرة العراقية.
- حامد الحمداني، انقلاب 8 شباط 1963 الفاشي، الجزء الأول.
- جريدة الاتحاد، بحوث ودراسات: (انـقلاب 8 شـباط 1963).. ذاكرة طالب شبيب.. دروس وعبر.